# Khasiin Khulguud Club
Der Khasiin Khulguud Club ist ein mongolischer Fußballverein mit Sitz in der Hauptstadt Ulaanbaatar. 

## Geschichte
Der Verein wurde 2006 gegründet. In seiner ersten Saison wurde er mongolischer Meister. 2012 stand der Verein im Finale des Mongolia Cup. Das Finale wurde im Elfmeterschießen gegen Erchim FC verloren. Seit 2013 trat der Verein in der Liga nicht mehr in Erscheinung.

## Erfolge
- Mongolischer Meister: 2006
- Mongolischer Pokalfinalist: 2012

## Stadion
Der Verein trug seine Spiele im MFF Football Centre in Ulaanbaatar aus. Die Sportstätte hat ein Fassungsvermögen von 5000 Personen.

## Saisonplatzierung
| Saison | Liga                    | Level | Platz | Mongolia Cup |
| ------ | ----------------------- | ----- | ----- | ------------ |
| 2006   | National Premier League | 1     | 1.    |              |
| 2007   | National Premier League | 1     | 5.    |              |
| 2008   | National Premier League | 1     | 3.    |              |
| 2009   | National Premier League | 1     | 3.    |              |
| 2010   | National Premier League | 1     | 7.    |              |
| 2011   | National Premier League | 1     | 3.    |              |
| 2012   | National Premier League | 1     | 4.    | 2. Platz     |
| 2013   | National Premier League | 1     | 6.    |              |